# Мельницький Василь Іванович
Василь Іванович Мельницький (нар. 14 серпня 1952, село Анадоли, Хотинського району, Чернівецької області) — український військовик, науковець, та волонтер під час російсько-Української війни. Доцент, доктор філософії, кандидат військових наук,  генерал-майор, почесний громадянин міста Кам'янець-Подільський, народний депутат Кам'янець-Подільської міської ради  трьох скликань (з 1994 р), народний депутат Каримського р-ну одного скликання (з 1987р). 
Начальник військово-інженерного інституту при ПДАТА. Директор Українського координаційного центру протимінної діяльності (з 2005 р.). Начальник річкового координаційно-рятувального центру (з 2010 р.). Начальник кафедри військової підготовки ВНАУ (з 2015 р.)  Старший науковий співробітник, науково - дослідної лабораторії кафедри військової підготовки К-ПНУ ім. Огієнка. (з 2021 р.- досі)

## Життєпис
Народився 14 серпня 1952 року у сільський родині, з дитинства мріяв бути військовим і здійснив свою мрію. Дружина Світлана, два сина — Сергій і Іван, та п'ятеро онуків  — Дмитро, офіцер ЗСУ, учасник російсько-Української війни, нагороджений Президентом України орденом "За Мужність ІІІ ступеню", Андрій, Лука, Ілля, Василь, та онучка Анастасія .

### Сім'я
- Батько — Мельницький Іван Андрійович (1922—1991),
- Мати — Мельницька (Главицька) Тетяна Микитівна (1923—2004),
- Дружина — Мельницька Світлана Іванівна (1951—2021),
- Син — Мельницький Сергій Васильович (1973),
- Син — Мельницький Іван Васильович (1975)

### Освіта
- у 1969 році закінчив Хотинську середню школу №4 місто Хотин
- У 1972 році закінчив Кам'янець-Подільське вище військово-інженерне командне училище. Отримав звання лейтенанта.
- З 1977 р. по 1981 р. навчався на командному факультеті Військово-інженерної академії ім. Куйбишева. Під час навчання отримав звання капітана.
- У 1995 році закінчив Міжнародний інститут управління бізнесу та права (бакалавр економіки).
- Вчена ступінь — доктор філософії (кандидат військових наук), вчене звання — доцент
- Педагогічно-науковий стаж 39 років. Підготовлено та надруковано 36 наукових та  навчально-методичних робіт для службового та таємного використання. Підготовлено два кандидата військових наук.

### Кар'єра
З 1972 року — служба в Волгограді. Брав участь у розмінуванні Солдатського поля. Три місяці зі своїм взводом проводив суцільне розмінування.
1973 рік — служба в місті  Грозний, Чеченська Республіка Ічкерія. На будівництві, під час робіт знайдено міну з діючим годинниковим механізмом. Ризикуючи життям, старший лейтенант Мельницький знешкодив вибуховий пристрій. Про це було написано у газеті «Червоний прапор» за 15 лютого 1976 року.
Старший лейтенант Мельницький В.І. першим у ПКВО отримав знак «За розмінування». На цей час у Мельницького В.І. на рахунку було більше 5000 знешкоджених вибухових пристроїв. За таку кількість вибухонебезпечних предметів в 1975 року Мельницького В.І.  представили до нагородження орденом Червоної зірки. Наймасштабніший предмет, який йому випало розмінувати, була 500 кг авіаційна бомба часів війни. Це було у м. Назрані , республіка Інгушетія в 1976 році.
До 1977 року обіймав посаду начальника штабу — заступника командира батальйону ПКВО в місті Грозний, Чеченська Республіка Ічкерія.
У 1981 році, після закінчення Військово-інженерної академії ім. Куйбишева, для проходження подальшої служби отримав призначення у Монголію, м. Сайншанд та м. Чойр у пустелю Гобі, де прослужив 5 років. Після МНР направився до ЗабВО служити командиром полку біля села Большая Тура . З 1990 року обіймав посаду начальника інженерних військ армії. Це був найважчий відрізок часу у його житті, тому що безпосередньо відповідав за повний вивід Радянських військ з Монголії.
З 1990 року після повернення до України, продовжив службу у  6-й танковій армії в м. Дніпрі.
Згодом направився до рідного військового училища заступником начальника К-ПВВІКУ, де після реформування військової освіти став начальником військово-інженерного факультету при К-ПСГІ, який у січні 1998 року переформований у Військово Інженерний Інститут при ПДАТА. В ЗСУ з усіх ВНЗ на базі ВІІ військова підготовка фахівців інженерних військ була спланована від молодшого спеціаліста до фахівця з ОТР. Цей заклад було ліквідовано під час скорочення ЗСУ та ВНЗ після так званого "реформування" інженерних військ ЗСУ. І з усіх підрозділів ВІІ залишився тільки Центр розмінування, він і сьогодні є одним з найкращих у світі.
За участю Мельницького на базі ВІ Інституту був створений військовий ліцей з посиленою фізичною підготовкою для дітей з малозабезпечених сімей та сиріт, що дало путівку в життя юнакам, багато хто з них стали кадровими військовими офіцерами.
24 серпня 2000 року Мельницькому В.І присвоєно чергове звання генерал-майор. У 2004 році за станом здоров'я він звільнився у запас.
2005—2007 рр. — на громадських засадах обіймав посаду директора Українського координаційного центру протимінної діяльності (Київ).
2010—2011 рр. — начальник річкового координаційно-рятувального центру (м. Вінниця) МНС України з зоною відповідальності: Дніпра, Житомирська, Кіровоградська та Вінницька області. Роботи проводились по обстеженню та обслуговуванню всіх гідротехнічних споруд, трубопроводів, рятувальних робіт на воді та під водою.
У 2015 Міністерством освіти України Генерал-майор Мельницький був запрошений створити кафедру військової підготовки ВНАУ (Вінниця). Після створення він став начальником цієї військової кафедри при ВНАУ. Це перша кафедра на Вінниччині, де мають право навчатись усі бажаючі. Обсяг навчаючихся — 450 чоловік щорічно.
2021 році -досі.  Командування сил підтримки запропонувало посаду старший науковий співробітник, військово-наукової дослідної лабораторії КПНУ.
Під керівництвом генерала Мельницького Василя Івановича в Кам'янець-Подільський створено:
- громадська організація «Кам'янець-Подільське міське об'єднання звільнених військовослужбовців»[5].
- громадька спілка «Координаційна рада ветеранських громадських об'єднань України м. Кам'янець-Подільський»[6].

Мета цього об'єднання: узгодження дій та об'єднання зусиль з питань захисту прав та свобод громадських об'єднань, учасників бойових дій та інвалідів війни, жертв нацистських переслідувань, учасників Російсько-Української війни та  АТО, ветеранів військової служби, ветеранів правоохоронних, спеціальних органів та органів цивільного захисту.

## Нагороди і відзнаки, почесні звання
- Військова відзнака "За заслуги перед Збройними Силами України" (2018 Р)
- Військова відзнака "Хрест Сил підтримки ІІ СТУПЕНЮ" (2022 Р.)
- Знак «За розмінування»
- Орден Червоної Зірки
- Орден «За службу Батьківщині в Збройних Силах СРСР» 3 ступеня
- Почесна відзнака МНС України
- Почесний громадянин міста Кам'янець-Подільський
- 30 медалей та відзнак, в тому числі іноземних держав

## Виноски
1. ↑  ГЕНЕРАЛ, ЩО ПРОКЛАДАЄ ШЛЯХИ. Архів оригіналу за 26 червня 2013.
2. ↑  Ати-бати, йшли солдати. Архів оригіналу за 21 серпня 2016.
3. ↑  Військово-інженерний інститут при Подільському державному аграрно-технічному університеті. Архів оригіналу за 13 серпня 2016.
4. ↑  Видатні люди села Анадоли. Архів оригіналу за 19 вересня 2016.
5. ↑  Кам'янець-Подільське міське об'єднання звільнених військовослужбовців. Архів оригіналу за 21 серпня 2016.
6. ↑  ГРОМАДСЬКА СПІЛКА "КООРДИНАЦІЙНА РАДА ВЕТЕРАНСЬКИХ ГРОМАДСЬКИХ ОБ'ЄДНАНЬ УКРАЇНИ МІСТА КАМ'ЯНЦЯ-ПОДІЛЬСЬКОГО". Архів оригіналу за 21 серпня 2016.